# 小伊爾瑟德巴格湖

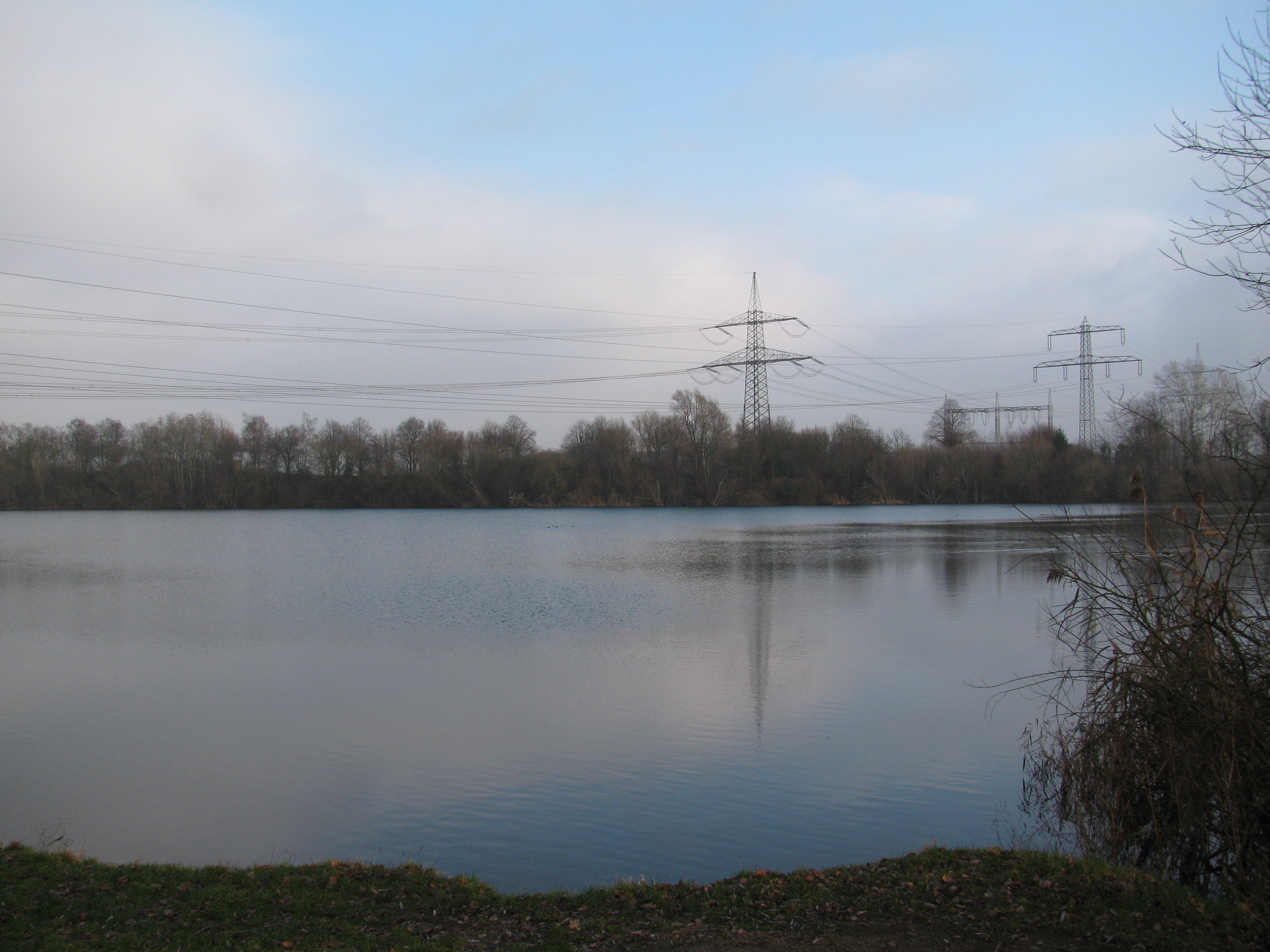

52°17′36″N 10°13′50″E / 52.293441°N 10.230417°E
小伊爾瑟德巴格湖（德語：Baggersee Klein Ilsede），是德國的湖泊，位於該國西北部，由下薩克森州負責管轄，處於伊爾瑟德，該湖泊長0.4公里、寬0.3公里，面積0.07平方公里。